# Test (phim 2013)
Test là một bộ phim Mỹ năm 2013 được viết và đạo diễn bởi Chris Mason Johnson. Bộ phim được chiếu trong phần Toàn cảnh của Liên hoan phim quốc tế Berlin lần thứ 64.
Bộ phim lấy bối cảnh San Francisco vào năm 1985, ngay sau khi ra mắt xét nghiệm HIV hiệu quả đầu tiên, và mô tả những ảnh hưởng của cuộc khủng hoảng HIV/AIDS đối với một công ty dance chuyên nghiệp có trụ sở tại thành phố.
Bộ phim đã giành được hai giải thưởng của Ban giám khảo, cho Phim truyện xuất sắc nhất của Mỹ và Kịch bản hay nhất, tại 2013 Outfest tại Los Angeles.

## Diễn viên
- Kevin Clarke vai Bill
- Kristoffer Cusick vai Walt
- Scott Marlowe vai Frankie
- Matthew Risch vai Todd
- Damon K. Sperber vai Dr. Corbett